# 교육, 대학 및 연구부
교육, 대학 및 연구부(이탈리아어: Ministero dell'Istruzione, dell'Università e della Ricerca 또는 MIUR)는 국가 교육 시스템, 이탈리아 대학 및 연구 기관을 담당하는 이탈리아 정부의 정부 부처이다. 현 이탈리아 공교육부 장관은 주세페 발디타라(Giuseppe Valditara)이고 이탈리아 대학 및 연구부 장관은 안나 마리아 베르니니(Anna Maria Bernini)이다.

## 같이 보기
- 국제 의학 입학 시험 (IMAT)
- 교육 및 공로부
- 대학 및 연구부